# Solway Firth
Solway Firth (skotskou gaelštinou Tràchd Romhra) je protáhlý záliv (firth) Irského moře, dlouhý 61 km. Severní pobřeží patří Skotsku (správní oblast Dumfries a Galloway) a jižní pobřeží Anglii (hrabství Cumbria). Hranici zálivu tvoří mys Mull of Galloway, ostrov Man a St Bees Head. Vlévají se do něj řeky Eden, Esk, Nith a Annan, největším městem na pobřeží je Workington. Ve vodách zálivu se nacházejí ostrovy Hestan a Little Ross. Pobřeží je ploché, na řadě míst se nachází tekoucí písek.
Záliv je využíván k rybolovu i rekreaci. Po skotském pobřeží zálivu vede turistická stezka Annandale Way. Pobřežní nížina Solway Plain je zařazena mezi chráněná území zvaná Area of Outstanding Natural Beauty. Národní přírodní rezervace Caerlaverock je významným zimovištěm mořských ptáků (berneška bělolící, hohol severní, kulík bledý) a vyskytuje se tu jako na jediném místě ve Skotsku ropucha krátkonohá.
V roce 2010 byla uvedena do provozu větrná elektrárna Robin Rigg Wind Farm.
Na pobřeží nedaleko Kirkcudbrightu se natáčel hororový film Rituál (1973).
V Dundrennan Range se nachází zařízení britské armády na testování zbraní, které je kritizováno kvůli produkci ochuzeného uranu.